# Лучезарный ангел
Лучезарный ангел (англ. Radiant Angel) — международный благотворительный кинофестиваль, учрежденный в 2003 году по инициативе Института экспертизы образовательных программ и государственно-конфессиональных отношений. Приурочен ко Дню народного единства и празднику Казанской иконы Божией Матери (4 ноября). С 2005 года на регулярной основе ежегодно проводится в Москве в ноябре. Статус «международного» обретён в 2007 году. Фестиваль стал значимым событием в общественной, культурной жизни России и других государств. По состоянию на 2023 год в рамках кинофестиваля показано свыше 2 тысяч фильмов, а его показы и другие мероприятия посетило более 170 тысяч зрителей. В дни работы фестиваля вниманию гостей предлагают также мастер-классы и творческие встречи с мэтрами отечественной кинематографии, премьерные и специальные показы, для детей проводят творческие и образовательные мероприятия.
Проводится под патронатом президента Фонда социально-культурных инициатив Светланы Медведевой. Духовным попечителем кинофорума является Святейший Патриарх Московский и всея Руси Кирилл.
Фильмы фестиваля, которые прежде всего ориентированы на семейную аудиторию, детей, подростков и молодежь, отбирают по нравственным критериям: по словам духовного эксперта фестиваля протоиерея Константина Сопельникова, ни в одном из фильмов фестиваля нет ничего «оскорбительного для чувств, нравственности, вкуса зрителя любого возраста». Кинофестиваль сохраняет и развивает уникальное гуманистическое, художественное наследие отечественного киноискусства, продвигает работы, утверждающие непреходящие духовно-нравственные идеалы, ценности семьи, патриотизма и общественного согласия.
Девиз кинофестиваля — «Доброе кино возвращается».

## Цели и задачи
Основные цели
- приобщение подрастающего поколения России к духовному наследию Отечества
- возрождение детского, юношеского и семейного кинематографа
- инициирование и поддержка процессов создания, производства и кинопроката «Доброго кино»

Основные задачи
- сохранение, развитие и популяризация традиции кино о духовно-нравственных идеалах
- внесение вклада в воспитание подрастающего поколения и народа России средствами кинематографа в духе национальных духовных, нравственных и патриотических базовых ценностей Отечества
- приобщение молодого поколения к различению добра и зла
- пропаганда здорового образа жизни

## Организаторы

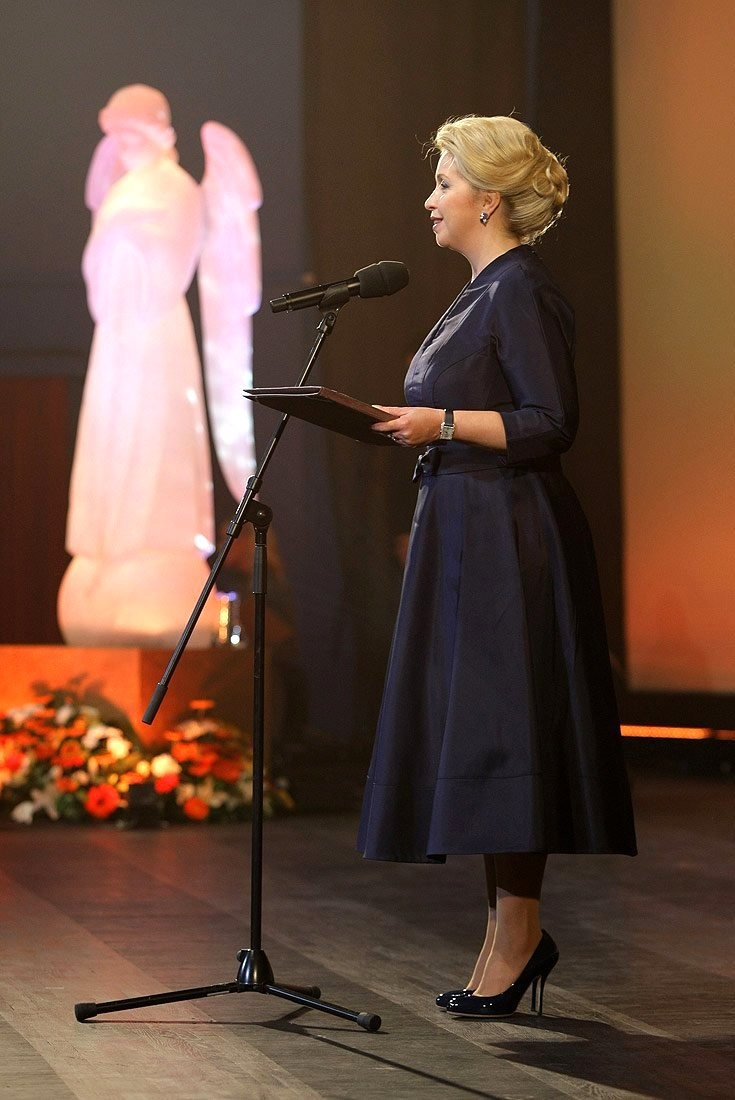
Светлана Медведева на церемонии закрытия фестиваля

Организаторами фестиваля являются Фонд социально-культурных инициатив, Центр духовно-нравственной культуры «Покров», Продюсерская компания «Фест-Фильм» при содействии Синодального отдела по взаимоотношениям Церкви с обществом и СМИ. Фестиваль проводится при финансовой поддержке Минкультуры РФ и Департамента СМИ и рекламы Москвы.
В профессиональное жюри кинофорума входят известные деятели отечественной культуры, кино и телевидения. Детское жюри, которое также является уникальной особенностью кинофестиваля, формируется на конкурсной основе из числа школьников медиа классов Москвы.

## Конкурсная программа
Кинофестиваль предлагает разнообразные конкурсные программы, в числе которых:
- полнометражное игровое кино
- короткометражное игровое кино
- документальное кино
- анимационное кино

## Фильмы-обладатели гран-при

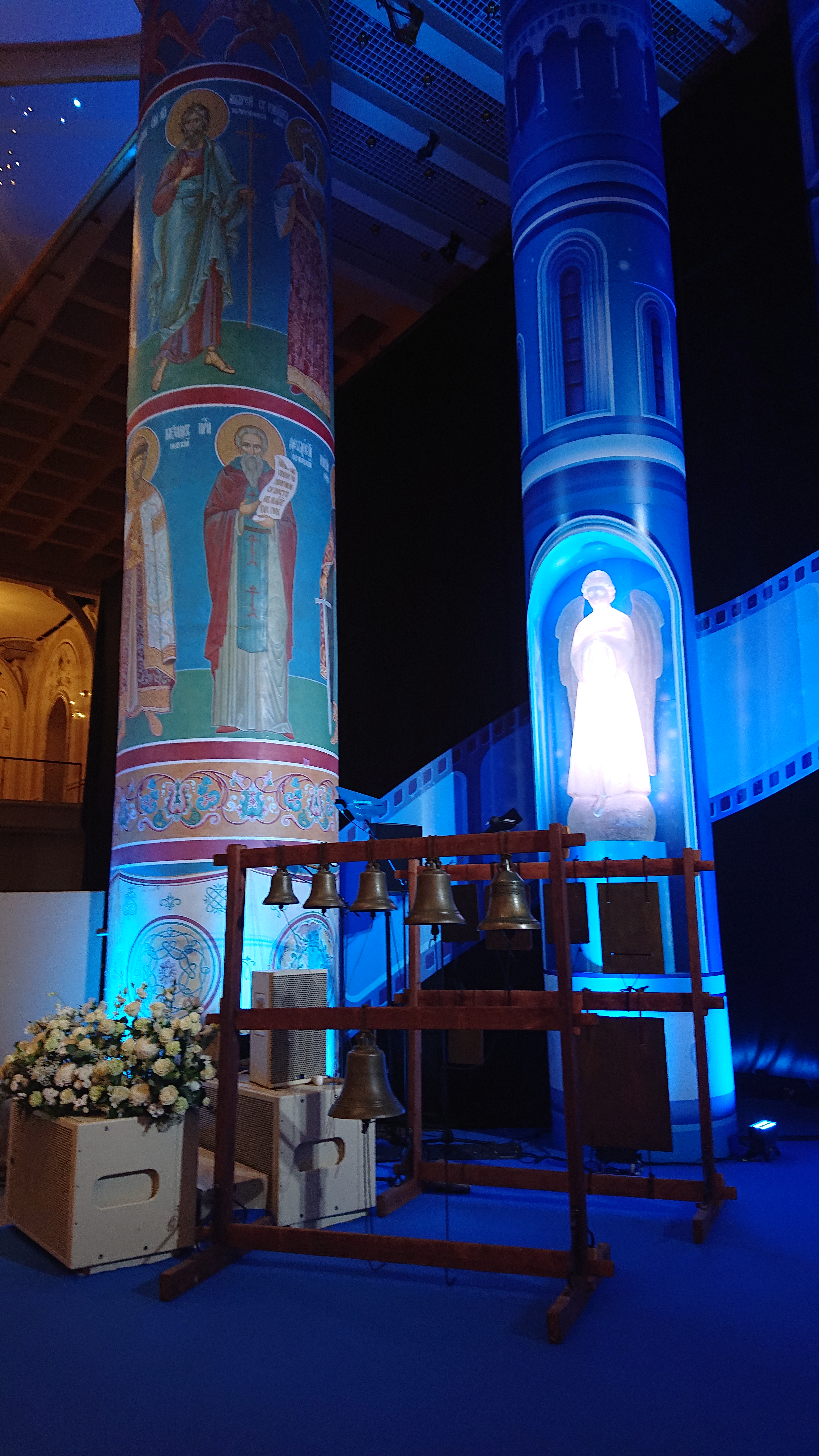
Символ кинофестиваля — лучезарный ангел

- 2007 — «Моя любовь», Александр Петров —  Россия
- 2008 — «Придел Ангела», Николай Дрейден —  Россия
- 2009 — «Поп», Владимир Хотиненко —  Россия
- 2010 — «Ночь длиною в жизнь», Николай Хомерики —  Россия
- 2011 — «Последняя игра в куклы», Георгий Негашев —  Россия и «Когда же пойдет снег?», Наталья Галузо —  Беларусь
- 2012 — «Дочь», Александр Касаткин —  Россия
- 2013 — «Со мною вот что происходит», Виктор Шамиров —  Россия
- 2014 — «Испытание», Александр Котт —  Россия
- 2015 — «Без границ», Амир Хоссейн Асгари —  Иран
- 2016 — «Я — Учитель», Сергей Мокрицкий —  Россия
- 2017 — «Большой», Валерий Тодоровский —  Россия
- 2018 — «Время первых», Дмитрий Киселёв —  Россия
- 2019 — «Сестрёнка», Александр Галибин —  Россия
- 2020 — «Счастливый Лазарь», Аличе Рорвахер —  Италия/ Швейцария/ Франция/ Германия
- 2021 — «Наш отец», Клаудио Ноче —  Италия
- 2022 — «Однажды в пустыне», Андрей Кравчук —  Россия
- 2023 — «У самого Белого моря», Александр Зачиняев —  Россия
- 2024 — «Вызов», Клим Шипенко —  Россия

## Ссылки

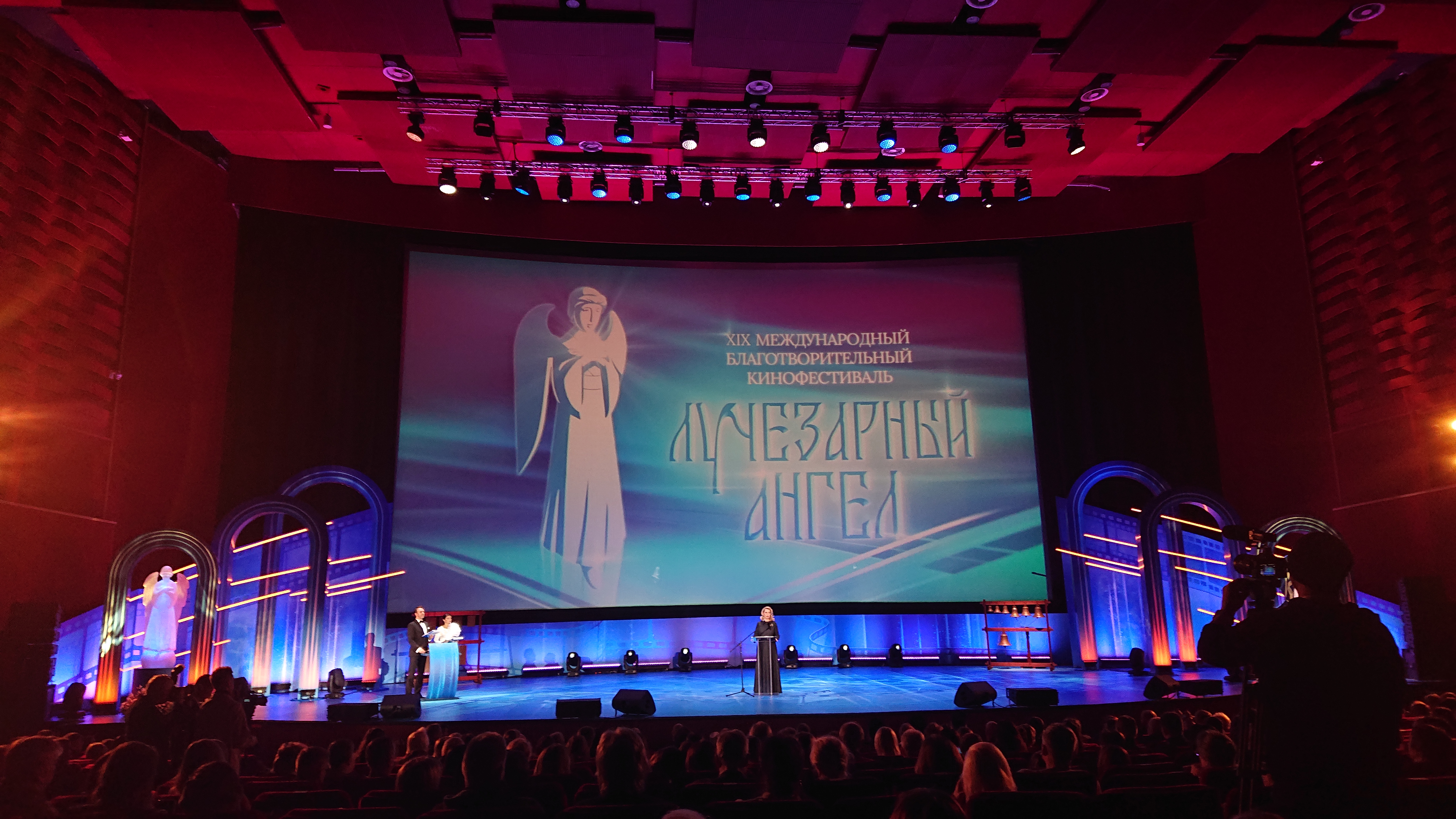
14-й кинофестиваль «Лучезарный ангел»